# Ministerio de Infraestructura y Transporte (Italia)
El Ministerio de Infraestructuras y Transportes (en italiano: Ministero delle Infrastrutture e dei Trasporti o MIT) es el departamento del Gobierno de Italia que se ocupa de las obras públicas y del transporte. Es responsable de todas las infraestructuras de transporte (carreteras, autopistas, ferrocarriles, puertos, aeropuertos), así como en general de la planificación del transporte y la logística, especialmente para los planes de transporte urbano. Está dirigido por el ministro italiano de Transporte.

## Historia

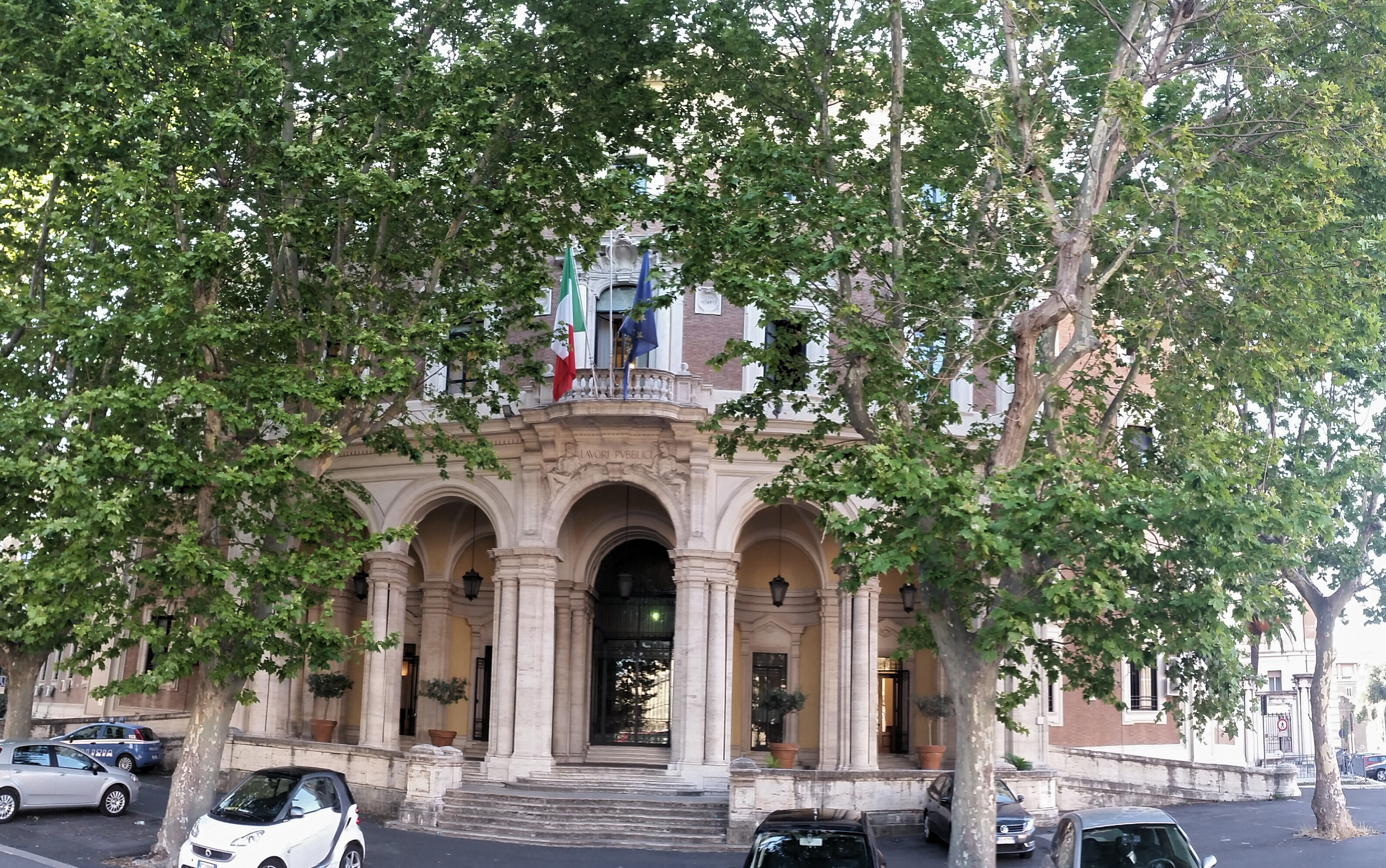
Ministero Infrastrutture e Trasporti

### Ministerio de Obras Públicas
El Ministerio de Obras Públicas era un ministerio en el Gobierno de Italia que se ocupaba de todos los asuntos de infraestructura, incluidas carreteras, autopistas, ferrocarriles, puertos, aeropuertos y otros medios de transporte. Fue creado en 1860, bajo el gobierno de Camillo Benso, conde de Cavour. El primer responsable del ministerio fue Stefano Jacini.

### Ministerio de Transportes
El Ministerio de Transportes nació el 12 de diciembre de 1944, cuando el tercer gobierno Bonomi dividió el entonces Ministerio de Comunicaciones en los ministerios de Transportes y de Correos y Telecomunicaciones.

### Reforma Bassanini y el nacimiento del Ministerio
El 11 de junio de 2001, el segundo gobierno Berlusconi fue el primer gobierno en la historia de Italia que carecía de ministro de Obras Públicas. Los ministerios de Obras Públicas, de Transportes y de Correos y Telecomunicaciones se habían fusionado en el nuevo Ministerio de Infraestructuras y Transportes, creado por la reforma Bassanini de 1999 (entrada en vigor en 2001).